# Марьяновка (Овидиопольский район)
Марья́новка (укр. Мар'янівка, прежние названия: 1805 г.-01.02.1945 г. — Мариенталь, 1896—1917 гг. — Георгиевка) — село, центр сельского совета, в Овидиопольском районе Одесской области Украины. Сельскому совету подчинено только село — с. Марьяновка. Село расположено по обеим берегам р. Барабой, в 25 км от районного центра. Занимает площадь 3,569 км². Население по переписи 2001 года составляло 969 человек. Почтовый индекс — 67831. Телефонный код — 4851. Код КОАТУУ — 5123781801.

## История
В 1800 г. земли на левом берегу залива Караголь Днестровского лимана, на которых расположены село Марьяновка и соседнее село Надлиманское, были выделены под дачу черногорскому дворянину, прапорщику Василию Ивановичу Княжевичу для заселения его соотечественниками — выходцами с Балкан (участок № 18, общей площадью 3000 дес.). В 1804 г. В. И. Княжевич согласился обменять, принадлежащий ему участок, на дачу по правому берегу р. Тилигул на балке Балай (часть дачи № 59). Земли, выменянные у Княжевича, были под заселение немецкими колонистами и на них были основаны колонии Мариенталь и Францфельд.
Немецкая колония Мариенталь (нем. Mariental) была основана в 1805 г. на части территории бывшей дачи В. И. Княжевича на р. Барабой и части земель отмежеванной у соседнего села Маяки. Первоначальное название — Мариенталь — получило от с. Мариенталь в Эльзасе, откуда прибыло наибольшее количество переселенцев, хотя среди первопоселенцев были выходцы из Вюртемберга, Бадена, Лотарингии, Швейцарии (всего 65 семей). В разные годы село называлось: 1805 г.-01.02.1945 г. — Мариенталь, 1896—1917 — Георгиевка, в честь вел.князя Георгия, сына императора Александра Третьего. Колония занимала земли 2945 дес. (1857 г. 49 дворов и 39 безземельных семей); 2959 дес.(1940 г.). В разные годы село называлось: 1805 г.-01.02.1945 г.-Мариенталь, 1896—1917 гг.- Георгиевка, в честь вел.князя Георгия, сына императора Александра Третьего. Жителей — 357 чел.(1825 г.), 625 чел. (1859 г.), 931 чел.(1887 г.), 1040 чел. из них 1012 чел. немцев (1897 г.), 690 чел.(1918 г.), 1156 чел.(1905 г.), 1075 чел.(1911 г.), 1013 чел.(1918 г.), 1146 чел.(1926 г.), 1512 чел.(1943 г.).
Колония Мариенталь входила в состав Либентальского колонистского округа Одесского уезда (1805—1861 гг.), Гросслибентальской (Мариинской) волости Одесского уезда (1861—1926 гг.), Спартаковского национального немецкого района Одесского округа (1926—1939 гг.), Овидиопольского района (с 1939 г.).
Население Мариенталя было причислено к Йозефстальскому приходу с 1809 г., позднее был создан собственный Мариентальский приход с 1811 г. Мариентальский римско-католический костел Св. Богородицы построен 1817—1821 гг. под руководством и присмотром патера С.Яна (с 1809 г. службу правили в местной школе). Кроме того, на кладбище при поддержке Георга Оша была сооружена часовня. При священнике Йозефе Ваннере и поддержке П.Станкевича в 1890 г. костел был перестроен. Мариентальский костел славился мраморным алтарем с иконами; статуей Девы Марии в царском венке из роз; статуями распятого Спасителя и Марии Магдалины. Последними священниками в 1930-х годах были И.Нойдль и А. И. Окс. В настоящее время бывшее здание костела передано общине Марьяновской Свято-Михайловской церкви (община зарегистрирована 20.12.1999 г.).
Мариентальская школа начала работать в 1809 г. в здании, которое просуществовало до 1853 г. а потом была перестроена и расширена. В 1886 г. стала народным училищем (начальной школой). В 1887 г. на её содержание земство выделяло 379 руб., община — 50 руб. В то время в школе училось 29 мальчиков. Опекун школы — священник И. Я. Келлер, учитель Закона Божьего — И.Ваннер, учитель — В. А. Вейсман (жалование 300 руб. в год). 1891 г. земство выделило на содержание школы 402 рубля, община — 138руб. В 1896 г. в школе обучалось 165 учеников. В 1920 г. школа была преобразована в трудовую школу с 195 учениками.
В 1945 г. Указом ПВС УССР село Мариенталь переименовано в Марьяновку.

## Местный совет
67831, Одесская обл., Овидиопольский р-н, с. Марьяновка, ул. Ленина, 12